# مكوكوتوني
مكوكوتوني هي مدينة تقع في جزيرة أنغوجا التنزانية (زنجبار). المدينة بمثابة عاصمة إقليم شمال زنجبار . تبعد مسافة 4 كيلومتر (2.5 ميل) غرب قرية كيباوني.